# Liste des œuvres de Jean Giono
On retrouve presque intégralement l'œuvre de Jean Giono dans la Bibliothèque de la Pléiade. Cette collection est composée de huit volumes. Six d'entre eux reprennent ses grands romans : les Œuvres Romanesques Complètes, un autre est consacré aux Récits et Essais et un dernier à son Journal (1935-1939 et 1943-1944) et à quelques poèmes et essais.
En 1980, la Bibliothèque de la Pléiade a publié L'Album Giono, recueil biographique et iconographique de l'écrivain.

## Romans – Récits – Nouvelles - Chroniques
- Colline – Grasset – 1929
- Un de Baumugnes – Grasset – 1929
- Regain – Grasset – 1930
- Naissance de l'Odyssée – Éditions Kra – 1930
- Le Grand Troupeau – Gallimard - 1931
- Jean le Bleu – Grasset – 1932
- Solitude de la pitié – Gallimard 1932
- Le Serpent d'étoiles – Grasset – 1933
- Le Chant du monde – Gallimard – 1934
- Que ma joie demeure – Grasset - 1935
- Refus d'obéissance – Gallimard – 1937
- Batailles dans la montagne – Gallimard – 1937
- Pour saluer Melville – Gallimard - 1941
- L'Eau vive – Gallimard – 1943. (Repris en deux recueils : Rondeur des Jours et L'Oiseau bagué -1973)
- Un roi sans divertissement – Gallimard – 1947 (extraits)
- Noé – Éditions la Table ronde – 1947
- Fragments d'un paradis – Déchalotte – 1948
- Mort d'un personnage – Grasset – 1949
- Les Âmes fortes – Gallimard – 1949
- Les Grands Chemins – Gallimard – 1951
- Le Hussard sur le toit – Gallimard – 1951
- Le Moulin de Pologne – 1952
- Arcadie...Arcadie...- Gallimard -1953
- L'Homme qui plantait des arbres – Vogue – 1954[1]
- Le Bonheur fou – Gallimard – 1957
- Angelo[2] – Gallimard – 1958
- Hortense ou l'Eau vive (avec Jean Allioux) Éditions France-Empire – 1958
- Deux cavaliers de l'orage – Gallimard – 1965
- Le Déserteur – René Creux Éditeur – 1966 ; repris dans le recueil : Le Déserteur et autres récits[3],[4], avec La Pierre (1955), Arcadie... Arcadie... (1953), Le Grand Théâtre (1961) – Gallimard – 1973
- Ennemonde et autres caractères – Gallimard – 1968
- L'Iris de Suse – Gallimard - 1970
- Les Récits de la demi-brigade – Gallimard – 1972
- Faust au village – Gallimard – 1977
- L'Homme qui plantait des arbres (illustrations de Willi Glasauer) – Gallimard – 1983
- L'Homme qui plantait des arbres (illustrations de Frédéric Back, tirées des peintures de son film d'animation éponyme et multi-primé en 1987) – Gallimard Lacombe– 1989
- Le Bestiaire – Ramsay – 1991 (réédition aux éditions Héros-Limite, coll. Feuilles d'herbe, 2023).
- Le Petit Garçon qui avait envie d'espace, récit ou conte pour enfant – Gallimard jeunesse – 1995[5] (réédition en collection Folio Cadet premiers romans, 2007[6]).

## Récits inachevés
- Angélique – Gallimard - 1980
- Cœurs, passions, caractères – Gallimard - 1982
- Caractères – Gallimard - 1983
- Dragoon – Gallimard - 1982
- Olympe – Gallimard - 1982

## Essais et chroniques journalistiques
- Présentation de Pan – Grasset - 1930
- Manosque-des-plateaux – Emile-Paul Frères - 1931
- Le Serpent d'étoiles – Grasset - 1933
- Les Vraies Richesses – La Guilde du Livre[7] - 1936
- Refus d'obéissance – Gallimard - 1937
- Le Poids du ciel – Gallimard - 1938 [rééd. Folio Essais]
- Lettre aux paysans sur la pauvreté et la paix – Grasset - 1938. Réédition aux Éditions de la Butte aux Cailles - 1983  (ISBN 2-902-928-16-5), aux Éditions Héros-Limite - 2013  (ISBN 978-2-940517-04-6).
- Précisions – Grasset - 1939
- Recherche de la pureté – Gallimard - 1939
- Triomphe de la vie – Ides et Calendes – 1941
- Voyage en Italie – Gallimard - 1953
- Notes sur l'affaire Dominici suivi de Essai sur le caractère des personnages – Gallimard – 1955
- Provence (1953) – La Belle Édition – 1957
- Le Grand Théâtre[8] - 1961 - Sorte d’essai autobiographique romancé un peu dans l’esprit de Jean le Bleu, où Giono, dans un dialogue imaginaire ou recréé avec son père, présente sa vision de l'Apocalypse de saint Jean de Patmos – Édition du texte calligraphié le 6 février 1961 sur parchemin par Giono lui-même, comme participation au monumental livre-objet commandé par l’éditeur Joseph Foret autour de l’Apocalypse et exposé au musée d’Art moderne de Paris en mars-avril 1961 ; première édition limitée dans le catalogue de l’exposition, puis reprise partielle dans le nº161 de la revue de La Table ronde en mai 1961 (Librairie Plon), et enfin dans Le Déserteur et autres récits – Gallimard – 1973
- Le Désastre de Pavie – Gallimard - 1963
- Les Terrasses de l'Ile d'Elbe – Gallimard – 1976
- Les Trois Arbres de Palzem – Gallimard - 1984
- De Homère à Machiavel – Gallimard – 1986
- Images d'un jour de pluie et autres récits de jeunesse – Éditions Philippe Auzou – 1987
- La Chasse au Bonheur – Gallimard - 1988
- Les Héraclides – Quatuor – 1995
- De Montluc à la « Série Noire » – Gallimard – 1998
- Arcadie... Arcadie...[9] – Folio Gallimard – 2002[10] (précédé de la nouvelle La Pierre, datée de 1955[11], ce texte sur la Provence de l'olivier, ici tiré à part et daté de 1953, avait déjà été publié par Gallimard en 1973[12] dans le livre Le Déserteur et autres récits[13]).

## Poèmes
- Premiers poèmes – Conception : fin des années 1910 - début des années 1920. Publication: Revue mensuelle La criée, Marseille, 1922-1923. Ces poèmes sont reproduits dans le Bulletin de l'Association des amis de Jean Giono, no 2, Manosque, 1973[14].
- Accompagnés de la flûte – les Cahiers de l'Artisan – 1923
- La Chute des Anges, Fragment d'un Déluge, Le Cœur-Cerf – Rico – 1969
- Ses poèmes sont repris dans le volume de la Bibliothèque de la Pléiade chez Gallimard consacré aux Journal, poèmes, essais de Giono : Jean Giono, Journal, poèmes, essais, Gallimard, publié sous la direction de Pierre Citron avec la collaboration de Laurent Fourcaut, Henri Godard, Violaine de Montmollin, André-Alain Morello et Mireille Sacotte, 1995, 1664 p. (ISBN 9782070113750, présentation en ligne).

## Éditions de bibliophilie
- Colline, illustré par Amédée Dubois de La Patelière, Les Exemplaires, Paris,1930 - édition limitée à 99 exemplaires Petit in-4
- Regain, illustré par Paul Lemagny, Les Cent Bibliophiles, 1947
- Fragments d'un paradis (Les anges), illustré par Pierre Fonteinas, G. Dechalotte, Paris, 1948 - édition limitée à 1040 exemplaires in-4
- Un roi sans divertissement, illustré par Albert Decaris (L'Édition française illustrée), 1948
- Village, illustré par Edith Berger, ed.sn, Paris, 1950 - édition limitée à 150 exemplaires in-4
- Manosque-des-plateaux (1931), avec des vignettes d'Elie Grekoff, Émile-Paul, 1954
- Provence, illustré par Moïse Kisling, Aux Dépens D'un Amateur, Paris, 1954 - édition limitée à 280 exemplaires Grand in-4
- Manosque-des-plateaux, illustré de plusieurs eaux-fortes par Aymar de Lézardière, Les Bibliophiles de France, 1959
- Le Printemps en Haute-Provence, illustré par Jacqueline Ricard (Les Bibliophiles de France)
- Ménagerie énigmatique, illustré par Assia (pseudonyme d' Henri Prince de Hesse), Aux Dépens D'un Amateur, Paris, 1961 - édition limitée à 301 exemplaires Grand in-4
- La Charge du roi, illustré par Jean Cortot, Adrien Maeght, 1965 - édition limitée à 162 exemplaires in-8 oblong
- Le Haut Pays, illustré par Pierre Ambrogiani, Éditions d'Art Les Heures Claires, Paris, 1965 - édition limitée à 300 exemplaires Grand in-4
- Regain, illustré par André Minaux, Club Du Livre (Philippe Lebaud), 1965 - édition limitée à 300 exemplaires Grand in-4
- Naissance de L’Odyssée, illustré par Pierre-Yves Trémois, Les Bibliophiles de L'Est,1966 - édition limitée à 150 exemplaires in-4
- Terre d'or, illustré par Pierre Letellier, Robert Léger, Paris, 1967 - édition limitée à 295 exemplaires Grand in-4
- La belle hôtesse, illustré par Serge Fiorio, Aux Dépens d'Un Groupe d'Amateurs Provençaux, 1973 - édition limitée à 300 exemplaires Grand in-4
- Colline, pastels originaux de Georges Laporte, Cercle des Bibliophiles Anavoizard, 1974 - édition limitée à 70 exemplaires In-4
- Provence, illustré par Michel Jouenne, Moulin de Vauboyen (P. de Tartas), Bièvres en Essonne, 1991 - édition limitée à 275 exemplaires Grand in-4

## Théâtre
- Le Bout de la route – Lanceur de graines – La Femme du boulanger – Gallimard - 1943 (réédité en 1978 et 1995[15]).
- Le Voyage en calèche – Éditions du Rocher – 1947 (1943, première édition[15]). Cette pièce a été interdite par l'occupant pendant la Seconde Guerre mondiale.
- Domitien, suivi de : Joseph à Dothan – Gallimard – 1959.
- La Calèche, mise en scène de Jean-Pierre Grenier, avec Pierre Vaneck, Maria Mauban, Pierre Vernier, Gabriel Jabbour et Claude Brasseur, décoration de Pierre Clayette, 1965[16]
- Le Cheval fou, adaptation théâtrale de son roman Le Chant du monde, écrite entre 1965 et 1968[17] – Gallimard - 1974.
- Le Hussard sur le toit, pièce radiophonique adaptée du roman éponyme par André Bourdil, avec Jeanne Moreau, Gérard Philipe, René Lefèvre, Taos Amrouche, Mady Berry, Jean Topart, Louise Comte... Mise en ondes : René Wilmet. Musique originale : Marc Vaubourgoin. Présentation de Jean Giono[18]. Première diffusion sur la Chaîne Nationale RTF le 11 février 1953, soit un peu plus d'un an seulement après la parution du roman. La pièce sera rediffusée notamment en 1995 sur France Culture, à l’occasion du centenaire de la naissance de Jean Giono. Cette dramatique a fait l'objet d'une édition audio en deux CD aux éditions-label Frémeaux & associés[19]. Une nouvelle adaptation radiophonique sera réalisée en 1981 par Claude Mourthé, avec Pierre Vaneck, et diffusée en feuilleton sur France Culture.

## Correspondances
- Avec Jean Guéhenno – Seghers - 1975.
- Avec Lucien Jacques – Gallimard - 1981[20],[21] et 1983[22],[23] (2 volumes).
- Avec André Gide – Université de Lyon - 1983, réédition : Association des Amis de Jean Giono 2012[24],[25].
- Avec Jean Paulhan – Gallimard - 2000.
- J'ai ce que j'ai donné : Lettres intimes de Jean Giono – Folio Gallimard - 2008 (sous la direction de Sylvie Durbet-Giono, sa fille)[26],[27].
- Avec Henri Pourrat (1929-1940) – Manosque, Association des Amis de Jean Giono/Clermont-Ferrand, Société des Amis d'Henri Pourrat - 2009[28],[29].
- Lettres à la NRF 1928-1970 de Jean Giono — Gallimard - 2015 (édition établie, présentée et annotée par Jacques Mény)[30],[31].
- Lettres de la Grande Guerre 1915-1919 de Jean Giono – Association des Amis de Jean Giono - novembre 2015[32],[33].

## Entretiens
- Avec Jean Carrière – La Manufacture - 1985
- Avec Jean et Taos Amrouche, vingt-deux entretiens radiophoniques initiés et menés par Jean Amrouche et réalisés en 1952 par François Billetdoux, diffusés par la RTF de février à décembre 1953, repris en juillet et août 1987, transcrits, présentés et annotés par Henri Godard pour l'édition en livre : Gallimard – 1990.
- Les entretiens radiophoniques précédents, à tonalité littéraire, seront suivis en octobre 1954, par une série de vingt-cinq nouveaux entretiens avec Taos Amrouche seule, à tonalité plus personnelle, comme un appendice aux souvenirs d'enfance romancés de Jean le Bleu. Ils seront radiodiffusés sur la RTF de janvier à juin 1955 à raison d’un entretien par semaine sous le titre « Propos et récits, entretiens improvisés »[34]. Ils ont fait l'objet d'une édition audio en quatre CD aux éditions-label Frémeaux & associés[35],[36].

## Traductions
- Moby Dick (traduction du roman d'Herman Melville ; en collaboration avec Lucien Jacques et Joan Smith) – Les Cahiers du Contadour - 1939
- L'Expédition d'Humphry Clinker (traduction du roman de Tobias Smollett ; en collaboration avec Catherine d'Ivernois) – Gallimard - 1955

## Scénarios
- Le Chant du monde, 1942 (projet de film inabouti[37]). Le scénario et le découpage technique ont été publiés en 1980 dans le tome I (1938-1959) des Œuvres cinématographiques de Jean Giono[38],[39]. Le film Le Chant du monde que Marcel Camus tirera en 1965 du même roman relève d'une autre adaptation.
- Le Foulard de Smyrne, (1957[40] ou 1958[37],[41] selon les sources), court métrage documentaire historique sur l'arrivée et l'invasion du choléra en Provence en 1832 (deuxième pandémie de choléra asiatique). Le film est écrit et dit par Giono, réalisé par François Villiers (collaboration artistique : Alain Allioux), soit la même équipe que pour le film L'eau vive. Ce film a été élaboré à partir du scénario complet que Giono avait écrit pour son projet de film sur Le Hussard sur le toit, inabouti. Ce court métrage d'un quart d'heure, « très original[37] », était conçu comme le banc d'essai de ce projet. Le documentaire est réalisé selon le procédé de la caméra subjective auquel Giono était fort attaché[37], et qui rappelle le statut de narration à la première personne employé dans certains de ses romans et nouvelles comme Un de Baumugnes. « Il retrace la marche du choléra en Provence - sans personnage sauf la silhouette, cachée sous un parapluie, du colporteur qui à son insu propage l'épidémie[42] », puisque l'on sait que c'est une cargaison de tissus, diffusés par des colporteurs et venus de Turquie (de Smyrne ou Izmir aujourd'hui) qui, accostant à Marseille, apporta le choléra en Provence. C'est du moins l'hypothèse du roman, qui explique aussi le titre du film.
- La Duchesse, (1958[43] ou 1959[41] selon les sources), encore un court métrage documentaire historique sur le brigandage légitimiste en Provence qu'on retrouve dans les Récits de la demi-brigade[37] et Le Hussard sur le toit, et qui encore une fois était préparatoire à son projet de film sur le Hussard. Ce documentaire met en scène le complot de certains nobles et prélats, favorables aux Bourbons, pour chasser du trône un roi « illégitime » et par trop « bourgeois » à leurs yeux : Louis-Philippe Ier d'Orléans[43]. Il s'agit d'une résurgence de l'insurrection des « Verdets », légitimistes qui avaient fait parler d'eux déjà au 9 Thermidor et en 1815. Le Marquis Laurent de Théus, époux de Pauline l'héroïne du Hussard, est leur chef local[44]. Même équipe, même technique et même dispositif que pour Le Foulard de Smyrne.
- L'eau vive, 1958, scénario original et dialogues de Jean Giono, réalisé par François Villiers. Musique originale de Guy Béart (dont la célèbre chanson éponyme). Avec Pascale Audret, Charles Blavette, Andrée Debar, Pierre Moncorbier, Germaine Kerjean[45]...
- Platero et moi, 1959, adaptation au cinéma par Giono du récit de Juan Ramón Jiménez : Platero y yo, dont Giono avait écrit la postface pour l'édition française, mais le film ne se fera pas[37].
- Crésus – Rico – 1960, scénario original, film écrit et réalisé par Jean Giono avec Bernard Paul et Costa-Gavras en assistants réalisateurs et Claude Pinoteau en conseiller technique[46], mettant en vedette Fernandel. Produit par Andrée Debar. Avec aussi Marcelle Ranson, Rellys, Sylvie[45]...
- Un roi sans divertissement, 1963, scénario, adaptation et dialogues de Jean Giono, réalisé par François Leterrier, produit par Andrée Debar. Avec Claude Giraud, Colette Renard, Charles Vanel, Pierre Repp[45]...
- Provinces (émission La chevelure d'Atalante), 1968, réalisation de Robert Mazoyer.

Plusieurs de ces scénarios et découpages techniques ont été publiés en 1980 dans le tome I (1938-1959) des Œuvres cinématographiques de Jean Giono,.
En août 1961, l'Association des Amis de Jean Giono a publié à part le scénario de Crésus (livre de conduite du metteur en scène, indications techniques et dialogues), avec 10 dessins de Lucien Jacques,.